# Coccyzus pluvialis
Coccyzus pluvialis е вид птица от семейство Cuculidae. Видът е ендемичен за Ямайка.

## Разпространение
Видът е разпространен в Ямайка.